# أليساندرا سوبليت
أليساندرا سوبليت (بالفرنسية: Alessandra Sublet) (ولدت في 5 أكتوبر 1976) هي مقدمة برامج إذاعية ومقدمة برامج تلفزيونية فرنسية. استضافت البرنامج التلفزيوني اليومي C à vous من سبتمبر 2009 إلى يونيو 2013 على فرنسا.

## النشأة والتعليم
ولدت أليساندرا سوبليت في ليون، ابنة جويل سوبليت، لاعب كرة قدم سابق في أولمبيك ليون في السبعينيات. وهي كذلك ابنة عم لاعب كرة القدم ويلي ساجنول. عندما كانت طفلة، أعدت دورة دراسية رياضية في الرقص الكلاسيكي في مدرسة Alain Astié في ليون وحاولت الانضمام إلى أوبرا دي باريس ولكن تم رفضها بسبب ارتفاعها (1.60 م). بعد حصولها على البكالوريا ، درست الاتصالات والوسائل السمعية والبصرية في ISCPA في ليون.

## وصلات خارجية
- أليساندرا سوبليت على موقع IMDb (الإنجليزية)
- أليساندرا سوبليت على موقع ألو سيني (الفرنسية)
- أليساندرا سوبليت على موقع ميوزك برينز (الإنجليزية)
- أليساندرا سوبليت على موقع قاعدة بيانات الفيلم (الإنجليزية)
- أليساندرا سوبليت على موقع كينوبويسك (الروسية)